# 11128 Ostravia
11128 Ostravia è un asteroide della fascia principale. Scoperto nel 1996, presenta un'orbita caratterizzata da un semiasse maggiore pari a 2,4161537 UA e da un'eccentricità di 0,1672166, inclinata di 2,98373° rispetto all'eclittica.